# Município de Whiteville (condado de Columbus, Carolina do Norte)
Localização da Carolina do Norte nos E.U.A.
O município de Whiteville (em inglês: Whiteville Township) é um localização localizado no  condado de Columbus no estado estadounidense da Carolina do Norte. No ano 2010 tinha uma população de 11.593 habitantes.

## Geografia
O município de Whiteville encontra-se localizado nas coordenadas 34° 19′ 43,68″ N, 78° 40′ 43,68″ O.